# Plaza del Mercado de Cracovia
La Plaza del Mercado de Cracovia (en polaco: Rynek Główny w Krakowie) es la plaza más importante de Cracovia y de Polonia. Se sitúa en el casco antiguo de Cracovia, en el centro de la ciudad. Su origen se remonta al siglo XIII, y tiene alrededor de 40.000 m² (430.000 pies cuadrados). Siendo la plaza medieval más grande de Europa
La "Rynek Główny" es una amplia plaza rodeada de casas antiguas e históricas (kamienice), palacios e iglesias. El centro de la plaza está dominado por el Sukiennice (en su interior, entre otras cosas, hay un museo de arte Polaca del siglo XIX), reconstruida en 1555 en estilo renacentista, rematada por un bonito ático o parapeto polaco, decorado con máscaras talladas. A un lado de la Sukiennice está la torre del ayuntamiento (Wieża Ratuszowa), en el otro lado se localiza la iglesia de San Adalberto (San Wojciech) del siglo X y, a su lado desde 1898, el monumento a Adam Mickiewicz. Por encima de la plaza resaltan las torres góticas de la basílica de Santa María (Kościół Mariacki).

## Historia

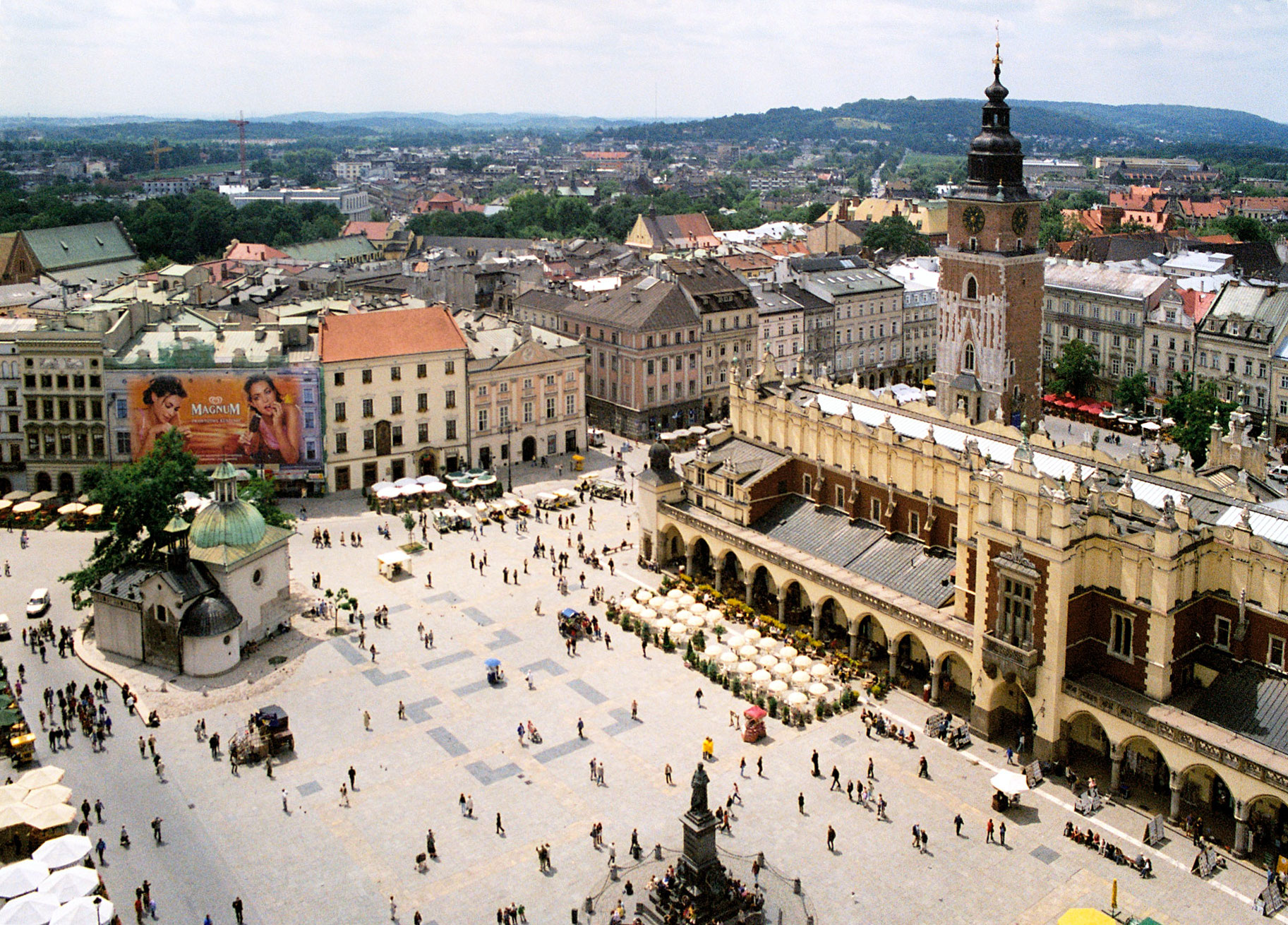
Plaza Rynek Główny, con el Sukiennice, vista desde una de las torres de la Iglesia de Santa María.

La función principal de la plaza del mercado era el comercio. Después de que la ciudad fuese destruida por la invasión de los mongoles en 1241, la Plaza de Armas fue reconstruida en 1257 y su papel comercial se amplió con la ubicación de derechos a la ciudad por el príncipe de Cracovia y Gran Duque de Polonia Boleslao V el Casto. La Plaza de Armas fue diseñada en su estado actual, con cada lado repitiendo un patrón de tres, espacios uniformes y calles en ángulo recto hacia la plaza. La excepción es la calle Grodzka que es mucho más antigua y se conecta con la Plaza de Armas del Castillo de Wawel. Originalmente, la plaza estaba llena de puestos de mercado, bajo los edificios administrativos y había una carretera de circunvalación a su alrededor. Fue el rey Casimiro III el Grande, quién construyó el Sukiennice original de estilo gótico y el Ayuntamiento (Ratusz) que ocupó casi una cuarta parte de la plaza. Cracovia fue la capital del Reino de Polonia y miembro de la Liga Hanseática y la ciudad floreció como una metrópoli europea importante.
Además de sus funciones de comerciante original, la Plaza de Armas fue testigo de muchos acontecimientos históricos, y se usó para clasificar las ejecuciones públicas de los prisioneros detenidos en la ciudad. Era un lugar de ceremonias regias como parte del Camino Real (Droga Królewska), frecuentado por diplomáticos y dignatarios que viajan al castillo de Wawel. En 1364 el rey Casimiro celebró el Congreso Pan-Europeo de Cracovia allí. El 10 de abril de 1525, Alberto I, duque de Prusia pagó el Homenaje de Prusia a Segismundo I el viejo rey de Polonia y Gran Duque de Lituania al aceptar a los reyes polacos. En 1514, el duque Konstanty Ostrogski de Lituania celebró un desfile de la victoria sobre la plaza y en 1531 el noble Jan Tarnowski celebró otra victoria en las guerras Moscovitas. Jan III Sobieski, rey de Polonia y Gran Duque de Lituania, también celebró allí su victoria sobre el Imperio Turco en la batalla de Viena de 1683.
En 1596 el rey Segismundo III, de la casa sueca de Vasa, trasladó la capital de la Commonwealth polaco-lituano de Cracovia a Varsovia. Cracovia siguió siendo el lugar de las coronaciones y funerales reales. El 24 de marzo de 1794, en la plaza Rynek Główny, Tadeusz Kosciuszko anunció el levantamiento general y asumió los poderes del comandante en jefe de las fuerzas armadas polacas, a partir de la Insurrección de Kosciuszko. En 1848, en la primavera de las Naciones Unidas, los civiles se enfrentaron con el ejército austriaco y fue allí, al lado del Ayuntamiento, las águilas austriacas se amontonaban como un símbolo de recuperar la independencia en 1918. Durante la ocupación de Polonia por la Alemania nazi de la Plaza pasó a llamarse Adolf Hitler Platz y el monumento a Adam Mickiewicz fue destruido junto con las placas conmemorativas históricas tomadas de los edificios y de la Plaza del Mercado. Después de la guerra el monumento fue reconstruido. En 1978 la UNESCO incluyó la Plaza de Rynek Glówny como parte del casco antiguo de Cracovia y en la lista de Patrimonio de la Humanidad. El 21 de marzo de 1980, en tiempos de tensión política y el período previo a la declaración de la ley marcial en Polonia, Walenty Badylak, un panadero jubilado y veterano de guerra del Ejército Nacional de Polonia se prendió fuego encadenado a un pozo en la Plaza de Armas. Badylak estaba protestando por la negativa del gobierno comunista de reconocer el crimen de Katyn en la guerra. La Plaza de Armas fue el centro en la organización de manifestaciones en masa del movimiento Solidaridad.

## Ubicación
La Plaza Rynek Główny se encuentra en el Camino Real, durante las coronaciones ha que atravesarla para llegar a la Catedral de Wawel, entre el barbacán de Cracovia, en el norte, y el castillo de Wawel en el sur. Desde su creación, la plaza ha sido considerada como el centro de la ciudad.
La Rynek Główny está rodeada por edificios antiguos de ladrillo (Kamienica) y palacios, la mayoría de ellos de hace varios siglos. La mayoría de los edificios han adquirido un aspecto neoclásico con el tiempo, pero las estructuras básicas son mayores y se puede ver en sus puertas, detalles arquitectónicos e interiores. Las amplias terrazas medievales de los edificios son utilizadas como bares, restaurantes y cabarets. Muchos restaurantes y cafés de la plaza están en línea. Uno de los más renombrados, Pod Palma en el Palacio Krzysztofory, fue inaugurado en 1876 por Antoni Hawelka, un proveedor de la corte imperial de Viena y en la parte superior del edificio se encuentra la sede del Museo Histórico de Cracovia. Entre los muchos lugares con vocación turística también está el Centro Internacional de Cultura. Probablemente el más famoso de los establecimientos más antiguos es el restaurante del Wierzynek, recordado por la gran fiesta de 1364 que, según la leyenda, se prolongó durante veintiún días y ayudó a llegar a un consenso entre los monarcas de Europa.
Entre los monumentos de la plaza están el Sukiennice, originalmente diseñado en el siglo XIV como un centro de comercio de tejidos, que fue destruido por el fuego en 1555 y reconstruido en el estilo renacentista actual por Giovani il Mosca de Padua. Las arcadas se añadieron en el siglo XIX. La planta baja se utiliza continuamente para el comercio con sus tiendas de recuerdos y cafeterías; arriba se encuentra la Galería del Museo Nacional. Otro hito es la Basílica de Santa María con su altar de Veit Stoss, una iglesia gótica de ladrillo construido en el siglo XIV sobre las ruinas de una iglesia anterior destruida por las incursiones tártaras de 1241. En las inmediaciones de la Plaza del Mercado se puede escuchar a la heynal, que suena cada hora desde la torre más alta de la Basílica de Santa María. Otros puntos de interés son la iglesia de San Adalberto, la torre del ayuntamiento y el monumento a Adam Mickiewicz.
Desde su creación, la altura de la plaza del mercado ha aumentado, en algunos lugares por más de 5 metros. Debajo hay grandes sótanos, el más famoso de los cuales es la vaina Piwnica Baranami. Muchas bodegas se transforman ahora en bares y restaurantes, mientras que otros incluyen al teatro Maszkaron y el museo arqueológico pequeño en el sótano de la iglesia de San Adalberto. Hay pasajes que une algunos de los sótanos, como el que une la Torre del Ayuntamiento con el Sukiennice. El Sukiennice dispone de una sala poco conocida de comercio, de 100 metros de ancho y 5 metros de alto. Cerca de la calle Sienna hay otra sala subterránea (Kramy Bogate), con 1200 m² de área.

## Eventos
La Plaza Rynek Główny es animada y concurrida durante todo el año. Al igual que muchas otras plazas del centro histórico de Cracovia, además, la plaza del Mercado de Cracovia es conocida por su gran población de palomas, puestos de floristería y carruajes tirados por caballos.
La cultura de Cracovia tiene una rica tradición y la Plaza Rynek Główny es un lugar popular para eventos públicos y fiestas, tales como el festival anual de Cracovia szopka, fiestas Lajkonik, Festival de Bandas Militares, Juwenalia Student Festival, Concierto de Gala de la Gran Orquesta de la Navidad y la caridad y el más grande fin de año de toda Polonia.
En diciembre de 2005, el Project for Public Spaces seleccionó a la plaza Rynek Główny como la mejor plaza del mundo.